# لیرشتال
لیرشتال (به آلمانی: Lirstal) یک شهر در آلمان است که در فولکانایفل واقع شده‌است. لیرشتال ۲۳۲ نفر جمعیت دارد.